# Blank Space
"Blank Space" is een nummer van Taylor Swift uit 2014, en de tweede single van 1989, haar vijfde studioalbum. Het nummer gaat over de media, waarin veel wordt geschreven over Taylor Swift haar relaties.
Het nummer werd in veel landen een hit. Het haalde de nummer 1-positie in de Amerikaanse Billboard Hot 100. In de Nederlandse Top 40 haalde het de 17e positie en in de Vlaamse Ultratop 50 nummer 13.

## Tracklijst
| Nr. | Titel                             | Duur |
| --- | --------------------------------- | ---- |
| 1.  | Blank Space                       | 3:52 |
| 2.  | Blank Space (Mr. Worldwide remix) | 3:58 |
| 3.  | Blank Space (Jump Smokers remix)  | 4:43 |

## Hitnoteringen

### Nederlandse Top 40
| Hitnotering: 03-01-2015 t/m 21-03-2015 | Hitnotering: 03-01-2015 t/m 21-03-2015 | Hitnotering: 03-01-2015 t/m 21-03-2015 | Hitnotering: 03-01-2015 t/m 21-03-2015 | Hitnotering: 03-01-2015 t/m 21-03-2015 | Hitnotering: 03-01-2015 t/m 21-03-2015 | Hitnotering: 03-01-2015 t/m 21-03-2015 | Hitnotering: 03-01-2015 t/m 21-03-2015 | Hitnotering: 03-01-2015 t/m 21-03-2015 | Hitnotering: 03-01-2015 t/m 21-03-2015 | Hitnotering: 03-01-2015 t/m 21-03-2015 | Hitnotering: 03-01-2015 t/m 21-03-2015 | Hitnotering: 03-01-2015 t/m 21-03-2015 | Hitnotering: 03-01-2015 t/m 21-03-2015 |
| Week:                                  | 1                                      | 2                                      | 3                                      | 4                                      | 5                                      | 6                                      | 7                                      | 8                                      | 9                                      | 10                                     | 11                                     | 12                                     |                                        |
| -------------------------------------- | -------------------------------------- | -------------------------------------- | -------------------------------------- | -------------------------------------- | -------------------------------------- | -------------------------------------- | -------------------------------------- | -------------------------------------- | -------------------------------------- | -------------------------------------- | -------------------------------------- | -------------------------------------- | -------------------------------------- |
| Positie:                               | 32                                     | 28                                     | 24                                     | 18                                     | 17                                     | 17                                     | 19                                     | 23                                     | 27                                     | 30                                     | 36                                     | 38                                     | uit                                    |

### 3FM Mega Top 50
| Hitnotering: 06-12-2014 t/m 21-03-2015 | Hitnotering: 06-12-2014 t/m 21-03-2015 | Hitnotering: 06-12-2014 t/m 21-03-2015 | Hitnotering: 06-12-2014 t/m 21-03-2015 | Hitnotering: 06-12-2014 t/m 21-03-2015 | Hitnotering: 06-12-2014 t/m 21-03-2015 | Hitnotering: 06-12-2014 t/m 21-03-2015 | Hitnotering: 06-12-2014 t/m 21-03-2015 | Hitnotering: 06-12-2014 t/m 21-03-2015 | Hitnotering: 06-12-2014 t/m 21-03-2015 | Hitnotering: 06-12-2014 t/m 21-03-2015 | Hitnotering: 06-12-2014 t/m 21-03-2015 | Hitnotering: 06-12-2014 t/m 21-03-2015 | Hitnotering: 06-12-2014 t/m 21-03-2015 | Hitnotering: 06-12-2014 t/m 21-03-2015 | Hitnotering: 06-12-2014 t/m 21-03-2015 | Hitnotering: 06-12-2014 t/m 21-03-2015 | Hitnotering: 06-12-2014 t/m 21-03-2015 |
| Week:                                  | 1                                      | 2                                      | 3                                      | 4                                      | 5                                      | 6                                      | 7                                      | 8                                      | 9                                      | 10                                     | 11                                     | 12                                     | 13                                     | 14                                     | 15                                     | 16                                     |                                        |
| -------------------------------------- | -------------------------------------- | -------------------------------------- | -------------------------------------- | -------------------------------------- | -------------------------------------- | -------------------------------------- | -------------------------------------- | -------------------------------------- | -------------------------------------- | -------------------------------------- | -------------------------------------- | -------------------------------------- | -------------------------------------- | -------------------------------------- | -------------------------------------- | -------------------------------------- | -------------------------------------- |
| Positie:                               | 48                                     | 47                                     | 46                                     | 36                                     | 20                                     | 10                                     | 14                                     | 16                                     | 17                                     | 26                                     | 26                                     | 20                                     | 26                                     | 29                                     | 31                                     | 36                                     | uit                                    |

### VlaamseUltratop 50
| Hitnotering: 06-12-2014 t/m 21-03-2015 | Hitnotering: 06-12-2014 t/m 21-03-2015 | Hitnotering: 06-12-2014 t/m 21-03-2015 | Hitnotering: 06-12-2014 t/m 21-03-2015 | Hitnotering: 06-12-2014 t/m 21-03-2015 | Hitnotering: 06-12-2014 t/m 21-03-2015 | Hitnotering: 06-12-2014 t/m 21-03-2015 | Hitnotering: 06-12-2014 t/m 21-03-2015 | Hitnotering: 06-12-2014 t/m 21-03-2015 | Hitnotering: 06-12-2014 t/m 21-03-2015 | Hitnotering: 06-12-2014 t/m 21-03-2015 | Hitnotering: 06-12-2014 t/m 21-03-2015 | Hitnotering: 06-12-2014 t/m 21-03-2015 | Hitnotering: 06-12-2014 t/m 21-03-2015 | Hitnotering: 06-12-2014 t/m 21-03-2015 | Hitnotering: 06-12-2014 t/m 21-03-2015 | Hitnotering: 06-12-2014 t/m 21-03-2015 | Hitnotering: 06-12-2014 t/m 21-03-2015 |
| Week:                                  | 1                                      | 2                                      | 3                                      | 4                                      | 5                                      | 6                                      | 7                                      | 8                                      | 9                                      | 10                                     | 11                                     | 12                                     | 13                                     | 14                                     | 15                                     | 16                                     |                                        |
| -------------------------------------- | -------------------------------------- | -------------------------------------- | -------------------------------------- | -------------------------------------- | -------------------------------------- | -------------------------------------- | -------------------------------------- | -------------------------------------- | -------------------------------------- | -------------------------------------- | -------------------------------------- | -------------------------------------- | -------------------------------------- | -------------------------------------- | -------------------------------------- | -------------------------------------- | -------------------------------------- |
| Positie:                               | 35                                     | 21                                     | 18                                     | 19                                     | 18                                     | 14                                     | 13                                     | 15                                     | 19                                     | 22                                     | 20                                     | 24                                     | 27                                     | 38                                     | 38                                     | 47                                     | uit                                    |

### NPO Radio 2 Top 2000
| Nummer met noteringen in de NPO Radio 2 Top 2000 | '21  | '22  | '23 | '24 |
| ------------------------------------------------ | ---- | ---- | --- | --- |
| Blank Space                                      | 1605 | 1489 | 757 | 887 |

1. ↑  Een vetgedrukt getal geeft de hoogste notering aan.
2. ↑  2021 was het eerste jaar met een notering voor dit nummer.